# Grenzpfad Napfbergland
Der 115 Kilometer lange Grenzpfad Napfbergland ist ein Fernwanderweg (eine von 65 regionalen Routen) in der Schweiz. Er führt von Langenthal im Kanton Bern über den Napf (1406 m ü. M.) und das Brienzer Rothorn (2348 m ü. M.) zum Brünigpass. Die Wanderungen führen zum grossen Teil über naturnahe Wege, vorbei an historischen Bauten, verschiedenen Aussichtspunkten und über Berggipfel. Dabei werden auch die Kantone Luzern und Obwalden berührt.

## Beschreibung
Der Grenzpfad Napfbergland beginnt im Mittelland, durchquert das Napfbergland und endet in den Emmentaler Alpen. Der Weg besteht aus sechs Tagesetappen, die sich dank guter ÖV-Anbindung auch als einzelne Tagesausflüge eignen: 
- 1. Wandertag: Bhf. Langenthal 472 m – Huttwil 640 m, 25 km
- 2. Wandertag: Huttwil – Napf 1406 m, 20 km
- 3. Wandertag: Napf – Trubschachen 735 m, 18 km
- 4. Wandertag: Trubschachen – Marbach 863 m, 15 km
- 5. Wandertag: Marbach – Brienzer Rothorn (Gasthaus) 2267 m, 25 km
- 6. Wandertag: Brienzer Rothorn – Bhf. Brünig-Hasliberg 1002 m, 13 km

Bei den Etappenorten sind Übernachtungsmöglichkeiten vorhanden. Da die 5. Etappe sehr streng ist, fast 2000 Höhenmeter, empfiehlt es sich, auf halber Distanz beim Kemmeribodenbad 978 m oder etwas weiter beim Salwideli 1353 m einen zusätzlichen Halt einzuplanen. Ausserdem verkehrt zwischen Marbach und Marbachegg 1484 m eine Luftseilbahn.

## Geschichte
Der Fernwanderweg ist ein Gemeinschaftswerk der vier Regionen Emmental, Entlebuch, Willisau und Oberaargau. Er wurde im Jahr 1998 zum 150-jährigen Jubiläum der modernen Eidgenossenschaft (Schweiz) eröffnet. Der Grenzpfad folgt der kulturell und historisch bedeutsamen Grenze zwischen den Kantonen Bern und Luzern und führt unter anderem am barocken Kloster St. Urban vorbei.

## Nachweis
1. ↑  Alle regionalen Routen bei «SchweizMobil».